# Llista de monuments de Montagut i Oix
Llista de monuments de Montagut i Oix inclosos en l'Inventari del Patrimoni Arquitectònic Català pel municipi de Montagut i Oix (Garrotxa). Inclou els inscrits en el Registre de Béns Culturals d'Interès Nacional (BCIN) amb la classificació de monuments històrics, els Béns Culturals d'Interès Local (BCIL) de caràcter immoble i la resta de béns arquitectònics integrants del patrimoni cultural català.
| Monument                                                 | Protecció       | Estil/època               | Localització                                            | Coordenades                                          | Codi?         | Imatge |
| -------------------------------------------------------- | --------------- | ------------------------- | ------------------------------------------------------- | ---------------------------------------------------- | ------------- | --- |
| Castell de Montagut o Castell del Cós                    | BCIN 1054-MH    | Medieval, XIX             | Montagut i Oix                                          | 42° 13′ 51″ N, 2° 34′ 20″ E / 42.230833°N,2.572222°E | RI-51-0005958 | Castell de Montagut (Montagut i Oix) · Vegeu més fotos d'aquest monument · Carregueu una nova foto d'aquest monument                              |
| Castell d'Oix o Casal del Barutell                       | BCIN 1055-MH-EN | Gòtic XV-XVI, XX          | Montagut i Oix                                          | 42° 16′ 25″ N, 2° 31′ 54″ E / 42.273611°N,2.531667°E | RI-51-0005959 | Castell d'Oix (Montagut i Oix) · Vegeu més fotos d'aquest monument · Carregueu una nova foto d'aquest monument                                    |
| Castell del Montpetit                                    | BCIN 1056-MH    | Medieval                  | Montagut i Oix                                          | 42° 15′ 45″ N, 2° 29′ 55″ E / 42.2625°N,2.498611°E   | RI-51-0005961 | Carregueu una nova foto d'aquest monument |
| Castell de Pera                                          | BCIN 1057-MH    | Medieval                  | Montagut i Oix                                          | 42° 17′ 03″ N, 2° 29′ 41″ E / 42.2841°N,2.49472°E    | RI-51-0005960 | Castell Masia de Pera (Montagut i Oix) · Vegeu més fotos d'aquest monument · Carregueu una nova foto d'aquest monument                            |
| Torre de Talaixà                                         | BCIN 1058-MH    | Medieval                  | Montagut i Oix Talaixà                                  | 42° 18′ 08″ N, 2° 34′ 14″ E / 42.302222°N,2.570556°E | RI-51-0005962 | Torre de Talaixà (Montagut i Oix) · Vegeu més fotos d'aquest monument · Carregueu una nova foto d'aquest monument                                 |
| Cabeces                                                  | BCIN 1059-MH    | XV-XVI                    | Montagut i Oix Vall d'Hortmoier                         | 42° 17′ 59″ N, 2° 32′ 13″ E / 42.29981°N,2.53685°E   | RI-51-0005963 | Carregueu una nova foto d'aquest monument |
| Castell de s'Espasa, o Castell Sespasa                   | BCIN 1387-MH    | Medieval                  | Montagut i Oix                                          | 42° 16′ 52″ N, 2° 35′ 18″ E / 42.281111°N,2.588333°E | RI-51-0006064 | Castell de s'Espasa (Montagut i Oix) · Vegeu més fotos d'aquest monument · Carregueu una nova foto d'aquest monument                              |
| Església de Nostra Senyora de les Agulles                |                 | Romànic XII               | Montagut i Oix Camí Puig de Bassegoda                   | 42° 18′ 21″ N, 2° 37′ 20″ E / 42.305919°N,2.622236°E | IPA-10025     | Església de Nostra Senyora de les Agulles (Montagut i Oix) · Vegeu més fotos d'aquest monument · Carregueu una nova foto d'aquest monument        |
| Església de Sant Miquel de Pera                          |                 | Romànic XII               | Montagut i Oix Al poble de Pera                         | 42° 17′ 02″ N, 2° 29′ 41″ E / 42.283873°N,2.494809°E | IPA-10027     | Església de Sant Miquel de Pera (Montagut i Oix) · Vegeu més fotos d'aquest monument · Carregueu una nova foto d'aquest monument                  |
| Església de Sant Feliu de Riu                            |                 | Romànic XII               | Montagut i Oix Vall de Riu                              | 42° 17′ 47″ N, 2° 35′ 38″ E / 42.296293°N,2.593906°E | IPA-10028     | Església de Sant Feliu de Riu (Montagut i Oix) · Vegeu més fotos d'aquest monument · Carregueu una nova foto d'aquest monument                    |
| Església de Santa Maria d'Escales                        |                 | Romànic X, XIII           | Montagut i Oix Veïnat d'Escales                         | 42° 17′ 18″ N, 2° 33′ 55″ E / 42.288421°N,2.565355°E | IPA-10030     | Església de Santa Maria d'Escales (Montagut i Oix) · Vegeu més fotos d'aquest monument · Carregueu una nova foto d'aquest monument                |
| Font del poble d'Oix                                     |                 | Obra popular XIX          | Montagut i Oix C. Major, Oix                            | 42° 16′ 20″ N, 2° 31′ 42″ E / 42.272158°N,2.528311°E | IPA-10032     | Font del poble d'Oix (Montagut i Oix) · Vegeu més fotos d'aquest monument · Carregueu una nova foto d'aquest monument                             |
| Església de Sant Pere de Montagut                        |                 | Romànic, barroc XII, XVII | Montagut i Oix Pl. de l'Església, Montagut              | 42° 13′ 49″ N, 2° 35′ 47″ E / 42.230179°N,2.596493°E | IPA-10033     | Església de Sant Pere de Montagut (Montagut i Oix) · Vegeu més fotos d'aquest monument · Carregueu una nova foto d'aquest monument                |
| Església de Sant Aniol d'Aguja                           |                 | Romànic XII               | Montagut i Oix Costat de la riera de Sant Aniol         | 42° 19′ 01″ N, 2° 35′ 17″ E / 42.316892°N,2.588040°E | IPA-10035     | Església de Sant Aniol d'Aguja (Montagut i Oix) · Vegeu més fotos d'aquest monument · Carregueu una nova foto d'aquest monument                   |
| Casa rectoral de Sant Aniol d'Aguja                      |                 | Obra popular              | Montagut i Oix Vall de Sant Aniol                       | 42° 19′ 01″ N, 2° 35′ 15″ E / 42.316972°N,2.587590°E | IPA-10037     | Casa rectoral de Sant Aniol d'Aguja (Montagut i Oix) · Vegeu més fotos d'aquest monument · Carregueu una nova foto d'aquest monument              |
| Església de Santa Bàrbara de Pruneres                    |                 | Romànic XII               | Montagut i Oix Aïllada                                  | 42° 16′ 32″ N, 2° 33′ 32″ E / 42.275427°N,2.558871°E | IPA-10038     | Església de Santa Bàrbara de Pruneres (Montagut i Oix) · Vegeu més fotos d'aquest monument · Carregueu una nova foto d'aquest monument            |
| Casa de portes adovellades al carrer Major d'Oix         |                 | Obra popular              | Montagut i Oix C. Major, Oix                            | 42° 16′ 17″ N, 2° 31′ 43″ E / 42.271385°N,2.528571°E | IPA-10041     | Casa de portes adovellades al carrer Major d'Oix (Montagut i Oix) · Vegeu més fotos d'aquest monument · Carregueu una nova foto d'aquest monument |
| El Mercer de Toralles                                    |                 | Obra popular              | Montagut i Oix Toralles                                 | 42° 15′ 36″ N, 2° 29′ 35″ E / 42.259958°N,2.492999°E | IPA-10047     | El Mercer de Toralles (Montagut i Oix) · Vegeu més fotos d'aquest monument · Carregueu una nova foto d'aquest monument                            |
| Església de Sant Miquel d'Hortmoier                      |                 | Romànic XI                | Montagut i Oix Vall d'Hortmoier                         | 42° 17′ 54″ N, 2° 32′ 19″ E / 42.298368°N,2.538664°E | IPA-10049     | Església de Sant Miquel d'Hortmoier (Montagut i Oix) · Vegeu més fotos d'aquest monument · Carregueu una nova foto d'aquest monument              |
| Corral del Mas Mitjà                                     |                 | Obra popular              | Montagut i Oix Monars (enderrocat)                      |                                                      | IPA-10051     | Carregueu una nova foto d'aquest monument |
| Restes de l'antiga capella del Vilar de Talaixà          |                 | Obra popular              | Montagut i Oix                                          | 42° 18′ 02″ N, 2° 33′ 00″ E / 42.300592°N,2.549973°E | IPA-10053     | Carregueu una nova foto d'aquest monument |
| Església de Sant Eudald de Jou                           |                 | Romànic XII, XVII         | Montagut i Oix                                          | 42° 14′ 46″ N, 2° 34′ 13″ E / 42.245975°N,2.570234°E | IPA-10054     | Església de Sant Eudald de Jou (Montagut i Oix) · Vegeu més fotos d'aquest monument · Carregueu una nova foto d'aquest monument                   |
| Pont medieval d'Oix                                      |                 | Medieval                  | Montagut i Oix Sobre la riera d'Oix, davant del castell | 42° 16′ 15″ N, 2° 31′ 54″ E / 42.270767°N,2.531541°E | IPA-10062     | Pont medieval d'Oix (Montagut i Oix) · Vegeu més fotos d'aquest monument · Carregueu una nova foto d'aquest monument                              |
| Masia de Can Coromina                                    |                 | Obra popular XVIII        | Montagut i Oix Montagut                                 | 42° 13′ 55″ N, 2° 35′ 37″ E / 42.231938°N,2.593609°E | IPA-10067     | Carregueu una nova foto d'aquest monument |
| Masia del Saguer de Pera                                 |                 | Obra popular              | Montagut i Oix                                          | 42° 16′ 43″ N, 2° 28′ 32″ E / 42.278504°N,2.475496°E | IPA-10069     | Carregueu una nova foto d'aquest monument |
| La Quera de Talaixà                                      |                 | Gòtic XV                  | Montagut i Oix Camí de Talaixà a Sant Aniol d'Aguja     | 42° 18′ 14″ N, 2° 34′ 39″ E / 42.303804°N,2.577606°E | IPA-10071     | Carregueu una nova foto d'aquest monument |
| Masia de Can Bolós o Can Ferrussola                      |                 | Obra popular XVIII        | Montagut i Oix                                          | 42° 13′ 58″ N, 2° 35′ 20″ E / 42.232732°N,2.588769°E | IPA-10079     | Carregueu una nova foto d'aquest monument |
| Masia de Can Gustí o Agustí                              |                 | Obra popular              | Montagut i Oix Al fons de la vall de Riu                | 42° 18′ 09″ N, 2° 36′ 43″ E / 42.302458°N,2.611974°E | IPA-10080     | Masia de Can Gustí (Montagut i Oix) · Vegeu més fotos d'aquest monument · Carregueu una nova foto d'aquest monument                               |
| Casa de la Plana de Riu                                  |                 | Obra popular              | Montagut i Oix Al fons de la vall de Riu                | 42° 18′ 02″ N, 2° 36′ 20″ E / 42.300572°N,2.605622°E | IPA-10081     | Carregueu una nova foto d'aquest monument |
| Fàbrica als peus del cingle basàltic de Castellfollit    |                 | Obra popular              | Montagut i Oix Al costat ctra. Olot-Girona              | 42° 13′ 13″ N, 2° 33′ 20″ E / 42.220188°N,2.555475°E | IPA-10082     | Carregueu una nova foto d'aquest monument |
| Pont Trencat o Pont de Castellfollit de la Roca          |                 | Romà, XIV                 | Montagut i Oix                                          | 42° 13′ 11″ N, 2° 34′ 09″ E / 42.219691°N,2.569134°E | IPA-10083     | Pont Trencat (Montagut i Oix) · Modifica el valor a Wikidata · Carregueu una nova foto d'aquest monument                                          |
| Santuari de la Mare de Déu de la Devesa                  |                 | Romànic XV                | Montagut i Oix Els Angles                               | 42° 12′ 23″ N, 2° 34′ 05″ E / 42.206307°N,2.567989°E | IPA-10063     | Santuari de la Mare de Déu de la Devesa (Montagut i Oix) · Vegeu més fotos d'aquest monument · Carregueu una nova foto d'aquest monument          |
| Església de Sant Miquel de Maians o Sant Miquel de Mitjà |                 | Romànic XII               | Montagut i Oix Monars                                   | 42° 18′ 47″ N, 2° 32′ 22″ E / 42.313069°N,2.539382°E | IPA-10026     | Carregueu una nova foto d'aquest monument |
| Església de Sant Feliu de Monars                         |                 | Romànic Medieval          | Montagut i Oix Monars                                   | 42° 19′ 33″ N, 2° 32′ 19″ E / 42.325945°N,2.538742°E | IPA-10048     | Església de Sant Feliu de Monars (Montagut i Oix) · Modifica el valor a Wikidata · Carregueu una nova foto d'aquest monument                      |
| Casa i cabana de Mas de l'Om a Monars                    |                 | Obra popular              | Montagut i Oix Monars                                   | 42° 19′ 29″ N, 2° 32′ 30″ E / 42.324651°N,2.541761°E | IPA-10052     | Casa i cabana de Mas de l'Om a Monars (Montagut i Oix) · Modifica el valor a Wikidata · Carregueu una nova foto d'aquest monument                 |
| Església de Sant Llorenç d'Oix                           |                 | Romànic XII               | Montagut i Oix Pl. de l'Església, Oix                   | 42° 16′ 17″ N, 2° 31′ 44″ E / 42.271441°N,2.528977°E | IPA-10042     | Església de Sant Llorenç d'Oix (Montagut i Oix) · Vegeu més fotos d'aquest monument · Carregueu una nova foto d'aquest monument                   |
| Santuari de la Mare de Déu del Cós                       |                 | Obra popular XII          | Montagut i Oix Puig del Cós                             | 42° 13′ 51″ N, 2° 34′ 21″ E / 42.2307°N,2.57251°E    | IPA-1003      | Santuari de la Mare de Déu del Cós (Montagut i Oix) · Vegeu més fotos d'aquest monument · Carregueu una nova foto d'aquest monument               |
| La Sala                                                  |                 | Obra popular XVII         | Montagut i Oix Santa Bàrbara de Pruneres                | 42° 16′ 43″ N, 2° 33′ 27″ E / 42.278628°N,2.557393°E | IPA-10077     | La Sala de Santa Bàrbara (Montagut i Oix) · Modifica el valor a Wikidata · Carregueu una nova foto d'aquest monument                              |
| Església de Sant Martí de Talaixà                        |                 | Barroc XVII               | Montagut i Oix Talaixà                                  | 42° 18′ 05″ N, 2° 34′ 20″ E / 42.301348°N,2.572194°E | IPA-10074     | Església de Sant Martí de Talaixà (Montagut i Oix) · Vegeu més fotos d'aquest monument · Carregueu una nova foto d'aquest monument                |
| Masia de la Masó de Talaixà                              |                 | Obra popular              | Montagut i Oix Talaixà                                  | 42° 18′ 04″ N, 2° 34′ 17″ E / 42.301080°N,2.571498°E | IPA-10076     | Carregueu una nova foto d'aquest monument |
| Església de Sant Martí de Toralles                       |                 | Romànic XII               | Montagut i Oix Toralles                                 | 42° 15′ 36″ N, 2° 29′ 36″ E / 42.259941°N,2.493308°E | IPA-10057     | Església de Sant Martí de Toralles (Montagut i Oix) · Vegeu més fotos d'aquest monument · Carregueu una nova foto d'aquest monument               |
| Masia de la Costa de Toralles                            |                 | Obra popular XVIII        | Montagut i Oix Toralles                                 | 42° 15′ 45″ N, 2° 29′ 13″ E / 42.262637°N,2.486879°E | IPA-10060     | Masia de la Costa de Toralles (Montagut i Oix) · Vegeu més fotos d'aquest monument · Carregueu una nova foto d'aquest monument                    |
| Pont d'en Valentí                                        |                 | Obra popular Medieval     | Montagut i Oix Damunt la riera de Sant Aniol            | 42° 17′ 09″ N, 2° 35′ 22″ E / 42.285966°N,2.589533°E | IPA-10538     | Pont d'en Valentí (Montagut i Oix) · Vegeu més fotos d'aquest monument · Carregueu una nova foto d'aquest monument                                |
| Forn de calç d'Oliva Giberta                             |                 | Obra popular              | Montagut i Oix Oliva Giberta                            |                                                      | IPA-43174     | Carregueu una nova foto d'aquest monument |
| Forn de calç de Montpetit                                |                 | Obra popular              | Montagut i Oix Montpetit                                |                                                      | IPA-43175     | Carregueu una nova foto d'aquest monument |
| Palomer de Baix                                          |                 | Obra popular              | Montagut i Oix Palomer de Baix - Els Angles             | 42° 13′ 02″ N, 2° 34′ 35″ E / 42.217325°N,2.576330°E | IPA-43176     | Carregueu una nova foto d'aquest monument |
| Forn de calç de Casanova del Pont                        |                 | Obra popular              | Montagut i Oix Casa nova del Pont                       |                                                      | IPA-43179     | Carregueu una nova foto d'aquest monument |
| Forn de calç de la Casavella                             |                 | Obra popular              | Montagut i Oix Camí de Sadernes a Bassegoda             |                                                      | IPA-43181     | Carregueu una nova foto d'aquest monument |
| Forn de calç el Vilarot                                  |                 | Obra popular              | Montagut i Oix Camí de Sadernes a Bassegoda             |                                                      | IPA-43182     | Carregueu una nova foto d'aquest monument |
| Forn de calç del Molí d'Escales                          |                 | Obra popular              | Montagut i Oix Molí d'Escales                           |                                                      | IPA-43183     | Carregueu una nova foto d'aquest monument |
| Roda de molí de Tumany                                   |                 | Obra popular              | Montagut i Oix Tomany - Coll Roig                       |                                                      | IPA-43186     | Carregueu una nova foto d'aquest monument |
| Molí d'Escales                                           |                 | Obra popular              | Montagut i Oix Riera de Beget                           | 42° 17′ 14″ N, 2° 33′ 26″ E / 42.287235°N,2.557260°E | IPA-43187     | Carregueu una nova foto d'aquest monument |
| Teuleria de Santaló, Forn de Santaló                     |                 | Obra popular XIV          | Montagut i Oix Santaló                                  |                                                      | IPA-43197     | Carregueu una nova foto d'aquest monument |